# Luxemburg i olympiska sommarspelen 1988
Luxemburg deltog med 8 deltagare vid de olympiska sommarspelen 1988 i Seoul. Ingen av landets deltagare erövrade någon medalj.

## Bågskytte
Damernas individuella
- Ilse Ries – Inledande omgång (1187 poäng → 48:e plats)

## Friidrott
Herrarnas maraton
- Justin Gloden — 2"22,14 (→ 36:e plats)

Herrarnas 20 kilometer gång
- Marc Sowa
  - Final — DSQ (→ ingen notering)

Damernas maraton
- Danièle Kaber — 2"29,23 (→ 7:e plats)